# اس‌اس گیلترا
اس‌اس گیلترا (به انگلیسی: SS Glitra) یک زیردریایی بود که طول آن ۲۱۵ فوت (۶۵٫۵۳ متر) بود. این زیردریایی در سال ۱۸۸۲ ساخته شد.